# چاوان (ظرف)
چاوان (به ژاپنی: 茶碗 Chawan) به معنی «کاسه چای»، کاسه‌ای است که برای تهیه و نوشیدن چای استفاده می شود. انواع مختلفی از چاوان در مراسم های چای شرق آسیا استفاده می شود. انتخاب استفاده از آنها بستگی به ملاحظات بسیاری دارد. 
این نوع ظرف  از سرامیک درست میشود و دسته ندارد  